# Danganronpa: Trigger Happy Havoc
Danganronpa: Trigger Happy Havoc là một trò chơi phiêu lưu, visual novel được phát triển và phát hành bởi Spike, đây là phiên bản đầu tiên trong sê-ri Danganronpa. Trò chơi ban đầu được phát hành tại Nhật Bản cho PlayStation Portable vào tháng 11 năm 2010 và sau đó được phát hành cho PlayStation Vita, PlayStation 4, Android và iOS. Danganronpa được bản địa hóa và được phát hành ở phương Tây bởi NIS America vào tháng 2 2014, và cho Windows, Mac và Linux vào tháng 2 2016.
Người chơi điều khiển một học sinh trung học tên là Naegi Makoto, cậu bị cuốn vào một trận chiến đấu trí sinh tử trong Học viện Tư thục Kibougamine(Học viện Hope's Peak trong bản nội địa hóa), nơi con gấu Monokuma giam cầm mười sáu học sinh xuất hiện trong câu chuyện và nếu muốn thoát ra thì họ phải giết một học sinh khác và tránh để bị phát hiện mình là hung thủ. Trò chơi kết hợp các yếu tố mô phỏng hẹn hò và game bắn súng góc nhìn thứ ba vì Makoto có thể tương tác với các học sinh khác và giải quyết các thử thách trong lớp bằng cách bắn "True Bullets" khi tìm thấy các lập luận không chính xác trong các vụ án.
Trò chơi bắt nguồn từ ý tưởng của nhà văn Kodaka Kazutaka để tạo nên một thể loại game mới vì ông tin rằng các trò chơi phiêu lưu hành động ban đầu không còn phổ biến nữa. Do đó, ông quyết định tạo ra trò chơi có một kịch bản đen tối và đã gây ra tranh cãi trong Spike do số lượng bạo lực hiển thị với học sinh. Tuy nhiên, cuối cùng công ty đã quyết định phát triển nó cùng với hệ thống "Hành động lập luận tốc độ cao đầy phong cách" được cho là ít bắt nguồn từ các trò chơi khác. Dàn diễn viên được thiết kế bởi Komatsuzaki Rie.
Danganronpa là một thành công về mặt thương mại và nhận được đánh giá tích cực về cách xử lý của các nhân vật và lối chơi đến mức được có thêm 1 hậu bản. Phần tiếp theo, Danganronpa 2: Goodbye Despair, được phát hành vào năm 2012. Một bản tổng hợp của cả hai trò chơi, có tên Danganronpa 1 ・ 2 Reload, được phát hành cho PlayStation Vita tại Nhật Bản vào tháng 10 năm 2013 và trên toàn thế giới vào tháng 3 năm 2017. Hai manga, hai tiểu thuyết phụ, một chuyển thể truyền hình anime của Lerche và một chuyển thể sân khấu của trò chơi cũng đã được sản xuất.

## Lối chơi

Ảnh chụp màn hình cuộc trò chuyện với nhân vật Mondo Owada

Danganronpa: Trigger Happy Havoc đưa người chơi vào vai Naegi Makoto, một học sinh của Học viện Kibougamine, nhận thấy mình bị mắc kẹt trong một trò chơi sinh tử giết chóc lẫn nhau giữa các học sinh. Lối chơi có phong cách tương tự như sê-ri Ace Attorney, xoay quanh việc điều tra và tìm ra mâu thuẫn, mặc dù tập trung vào lối chơi nhanh hơn. Mỗi chương của trò chơi có hai phong cách chơi; School Life, trong đó người chơi khám phá học viện và tìm hiểu câu chuyện, và Class Trials, nơi người chơi phải tìm ra thủ phạm giết người.
Trong School Life, người chơi có thể khám phá sân trường ở góc nhìn thứ nhất, với nhiều khu vực khác của học viện sẽ xuất hiện xuyên suốt trò chơi. Trong khi ở một trong các phòng khác nhau, người chơi di chuyển con trỏ hình chữ thập được sử dụng để bắt đầu cuộc trò chuyện với các nhân vật hoặc kiểm tra các phần của môi trường. Kiểm tra các đồ vật nhất định sẽ mang lại Monocoin, có thể được sử dụng trong máy tạo viên con nhộng trong cửa hàng trường học để mở khóa quà. School Life được chia thành hai phần; "Cuộc sống thường ngày" và "Cuộc sống chết chóc". Trong Cuộc sống thường ngày, người chơi trò chuyện với nhiều nhân vật khác nhau và tiếp diễn cốt truyện. Trong từng khoảng "Thời gian rảnh" được phân ra, người chơi có thể chọn đi chơi với các nhân vật cụ thể và tặng quà cho họ, từ đó có thêm thông tin về họ và mở khóa các Kỹ năng khác nhau có thể được sử dụng trong Class Trails. Khi một hiện trường vụ án được phát hiện, trò chơi chuyển sang phần Cuộc sống chết chóc, trong đó người chơi phải tìm kiếm manh mối khắp học viện. Bằng chứng và lời khai thu thập được được lưu trữ trong Sổ tay điện tử của người chơi và người chơi cũng có thể lưu trò chơi trong đó. Khi tất cả các bằng chứng đã được tìm thấy, trò chơi sẽ chuyển sang Class Trail. Trước Class Trail, người chơi có thể chọn thêm bất kỳ Kỹ năng nào mà họ đã mở khóa để hỗ trợ thêm trong quá trình chơi.
Class Trails là phần chính của trò chơi, trong đó các học sinh phải đấu trí với nhau để tìm ra thủ phạm. Ngoại trừ những trường hợp người chơi phải trả lời một câu hỏi trắc nghiệm hoặc đưa ra một bằng chứng, Class Trails bao gồm bốn kiểu chơi chính: Nonstop Debate, Hangman's Gambit, Bullet Time Battle and Closing Argument. Phổ biến nhất trong số này là Nonstop Debate, nơi các nhân vật sẽ tự động thảo luận suy nghĩ của họ về vụ việc, với các 'điểm yếu' tiềm ẩn được đánh dấu bằng màu vàng. Trong các phần này, người chơi được trang bị "Đạn sự thật", những viên đạn ẩn dụ chứa bằng chứng liên quan đến cuộc thảo luận. Để giải quyết cuộc tranh luận, người chơi phải tìm ra lời nói dối hoặc mâu thuẫn giữa các điểm yếu và bắn nó bằng một viên đạn có chứa bằng chứng mâu thuẫn với nó. Người chơi cũng có thể thầm lặng gây rối để có thêm thời gian và tận dụng thanh Tập trung để làm chậm cuộc trò chuyện lại và đưa ra quyết định dễ dàng hơn. Thử thách càng trở nên khó khăn hơn khi trò chơi tiến triển và nhiều điểm yếu được thêm vào, sau đó trò chơi đôi khi yêu cầu người chơi phải phản biện trước người khác. Hangman's Gambit là một phần giải đố bắn súng, trong đó người chơi phải bắn hạ các chữ cái cụ thể để tìm ra manh mối. Bullet Time Battle là một cuộc tranh luận một đối một chống lại một học sinh khác có lối chơi theo phong cách trò chơi âm nhạc. Khi đối phương đưa ra nhận xét, người chơi phải nhấn các nút đúng lúc theo nhịp để khóa các nhận xét và bắn hạ chúng. Cuối cùng, Closing Argument là một câu đố trong đó người chơi ghép một đoạn truyện tranh mô tả tội ác đã xảy ra như thế nào. Sự ảnh hưởng của người chơi đối với các nhân vật khác được thể hiện bằng các trái tim, và sẽ giảm đi bất cứ khi nào người chơi mắc lỗi trong việc tìm ra mâu thuẫn hoặc trình bày bằng chứng và đưa ra bằng chứng chính xác. Trò chơi kết thúc nếu sự ảnh hưởng của người chơi mất hết hoặc nếu họ hết thời gian trong một phân đoạn. Khi phiên tòa, người chơi được xếp hạng dựa trên thành tích của họ, với các Huy chương Monokuma được thưởng dựa trên thành tích.
Phiên bản PlayStation Vita, PlayStation 4 và PC có chế độ School Life độc quyền, dựa trên Chế độ Island được giới thiệu trong Danganronpa 2, được mở khóa sau khi hoàn thành trò chơi ít nhất một lần. Trong chế độ 'What If', Monokuma giao nhiệm vụ cho học sinh xây dựng một số đơn vị dự phòng của chính mình trong vài ngày. Mỗi ngày, người chơi phân công học sinh dọn dẹp các phòng để tìm các vật liệu cần thiết cần thiết để tái thiết, giữ cho ngôi trường sạch sẽ hoặc nghỉ ngơi để phục hồi năng lượng. Trong thời gian rảnh, người chơi có thể đi chơi với các học sinh khác để mở khóa các kỹ năng, giống như trong phần chơi chính. Phiên bản Vita cũng có thêm độ phân giải cao và tùy chọn điều khiển màn hình cảm ứng.

## Cốt truyện
Danganronpa diễn ra tại một trường trung học ưu tú tên Học viện Tư thục Kibougamine (希望ヶ峰学園 Kibōgamine Gakuen, Hope's Peak Academy), nơi nhận những Siêu học sinh... (超高校級 chō-kōkō-kyū, Ultimate...Student) có tầm cỡ cao nhất trong các lĩnh vực khác nhau mỗi năm. Naegi Makoto, một học sinh lạc quan nhưng có vẻ ngoài trung bình, được chọn trong một cuộc xổ số và được chọn đăng ký vào học viện với danh hiệu "Siêu học sinh May mắn". Anh gặp mười bốn Siêu học sinh khác, những người có cùng hoàn cảnh với anh. Một con gấu tàn bạo, được điều khiển từ xa tên là Monokuma xuất hiện trước mặt họ, nói với họ rằng họ sẽ bị giam cầm trong học viện trong suốt phần đời còn lại, và họ sẽ bị xử tử nếu vi phạm bất kỳ quy tắc nào của trường, siêu cấp thời trang Enoshima Junko đã bị giết khi cô tấn công con gấu ấy. Hắn nói rằng chỉ có một cách để họ có thể rời khỏi học viện: giết một học sinh khác và tránh bị phát hiện là hung thủ. Nếu bị phát hiện, kẻ sát nhân sẽ bị hành quyết dã man; nếu cả lớp xác định sai kẻ sát nhân, tất cả họ sẽ bị giết và kẻ sát nhân thực sự sẽ được phép "tốt nghiệp".
Sau khi một vụ giết người xảy ra thì những học sinh còn lại có một khoảng thời gian để điều tra vụ án, một "Tiết học phân xử" (学級裁判 gakyū saiban?) được tổ chức, trong đó những học sinh còn lại phải xác định ai là kẻ giết người. Makoto thường xuyên giữ vai trò trọng tài của phiên tòa, cung cấp hầu hết các hiểu biết. Makoto nhận được sự trợ giúp từ Kirigiri Kyoko, một cô gái ở xa sở hữu kỹ năng quan sát và suy luận nhạy bén do là Siêu học sinh Thám tử. Ngoài ra, Monokuma cung cấp cho học sinh "động cơ" để thực hiện một vụ giết người, chẳng hạn như ám chỉ gây hại cho bạn bè và gia đình của họ, đe dọa tiết lộ bí mật đáng xấu hổ nếu không có ai phạm tội giết người, và tặng một phần thưởng tiền mặt lớn cho kẻ sát nhân tiếp theo. Bạn học cũ của Makoto và là Siêu học sinh Thần tượng Maizono Sayaka bị Siêu học sinh Tuyển thủ bóng chày Kuwata Leon sát hại sau khi kế hoạch giết người của cô thất bại và bị giết ngược lại; Fujisaki Chihiro, Siêu học sinh Lập trình viên đảo trang bị Owada Mondo, Siêu học sinh Đua xe trái phép giết hại vì ghen tị; Celestia Ludenberg/Yasuhiro Taeko, Siêu học sinh Đánh cờ bạc, thao túng Yamada Hifumi, Siêu học sinh Otaku, giết Ishimaru Kiyotaka, Siêu học sinh Ủy viên kỷ luật, vì sự ghen tị chung của họ với Alter Ego trước khi cô ta giết luôn Hifumi; và Ogami Sakura, Siêu học sinh Võ sĩ, tự sát vì muốn cứu bạn bè của mình, nhưng một bức thư tuyệt mệnh do Monokuma giả mạo để lại tại hiện trường đã đánh lừa những học sinh còn lại nghĩ rằng vụ tự tử là do sự căng thẳng của sự kiện. Trong 3 trường hợp đầu tiên, tất cả thủ phạm đều bị vạch trần và bị xử tử, và trong trường hợp thứ tư, sự thật của vụ tự sát được tiết lộ, và Alter Ego bị hành quyết tại chỗ của Sakura sau khi Makoto và Kyoko đã tải chúng lên mạng máy tính của trường trong để phát hiện ra kẻ chủ mưu.
Trong chương áp chót, kẻ điều khiển Monokuma thực hiện vụ giết người cuối cùng. Thủ phạm duy nhất có khả năng trong những học sinh sống sót là Makoto và Kyoko. Một kết xấu sẽ xảy ra nếu Makoto đưa ra bằng chứng có khả năng ám chỉ Kyoko là kẻ giết người; cô bị hành quyết trong khi Makoto và những học sinh còn lại buộc phải sống phần đời còn lại của họ trong Học viện. Trong kết đẹp, Makoto đặt niềm tin vào Kyoko và giữ lại bằng chứng, các học sinh khác bỏ phiếu anh ta có tội, và Monokuma đưa ra phán quyết xử tử. Tuy nhiên, trong quá trình Makoto bị hành quyết, anh được cứu bởi tàn dư của Alter Ego. Sau khi tìm hiểu họ đã tìm ra kẻ chủ mưu thực sự đằng sau trò chơi tử thần là Junko, cô vẫn còn sống, cô ta cùng chị gái sinh đôi của mình Ikusaba Mukuro thay phiên nhau đóng giả làm Junko và chính cô đã giết chết Mukuro để chứng minh sự nguy hiểm của Monokuma. Sau đó, cô sử dụng xác của Mukuro làm "nạn nhân giết người" thứ năm để liên lụy đến Makoto hoặc Kyoko.
Junko tiết lộ rằng tất cả học sinh đã ở học viện được hai năm và tất cả đều biết nhau. Tuy nhiên, khi một sự kiện khải huyền do Junko và em gái cô xúi giục xảy ra, xã hội toàn cầu sụp đổ và tình trạng hỗn loạn kéo theo; Hiệu trưởng của Học viện Kibougamine (đồng thời là cha của Kyoko), coi số lượng tài năng cao trong học sinh là dấu hiệu của hy vọng, đã quyết định với sự cho phép của học sinh nhốt ông và họ lại bên trong để chờ khủng khoảng qua đi. Cô đã hành quyết hiệu trưởng, nắm quyền kiểm soát học viện và xóa tất cả ký ức của học sinh sau khi họ lần đầu tiên đến học viện hai năm trước, do đó họ đã trở thành những người xa lạ với nhau (ngoại trừ nhân cách khác của Fukawa Toko). Ý định của cô là gieo rắc nỗi tuyệt vọng cho số ít những người còn lại của nhân loại bằng cách truyền hình hình ảnh những học sinh tài năng và sáng giá nhất thế giới đang giết nhau. Với sự giúp đỡ của Makoto, tất cả các học sinh đều vượt qua sự nghi ngờ do các vụ nổ bom của Junko gây ra và quyết định rời khỏi học viện. Junko sẵn sàng hành quyết bản thân vì cô ấy đang tận hưởng cảm giác tuyệt vọng khi thua trong phiên tòa cuối cùng. Sau đó, Makoto, Kyoko và bốn học sinh sống sót khác rời khỏi học viện, không chắc chắn về tình trạng hiện tại của thế giới. Trong một cảnh hậu danh đề, Monokuma tự kích hoạt lại một cách bí ẩn và thề rằng nó sẽ tiếp tục nhiệm vụ gieo rắc nỗi tuyệt vọng.

## Tiếp nhận

### Doanh thu
Trong tuần đầu tiên được bán tại Nhật Bản, Danganronpa: Trigger Happy Havoc đã bán được tổng cộng 25.564 bản và là trò chơi bán chạy thứ tám trong tuần . Sau ba tháng bán ra, trò chơi đã bán được hơn 85.000 bản, một con số mà Giám đốc điều hành Spike Mitsutoshi Sakurai cho là một thành công. Tại Nhật Bản, trò chơi đã bán được tổng cộng 258.250 bản trên PSP và là trò chơi Danganronpa bán chạy nhất.. Danganronpa 1 ・ 2 Reload cho PlayStation Vita đã bán được tổng cộng 76.172 bản trong tuần đầu tiên được bán tại Nhật Bản và là trò chơi bán chạy thứ năm trong tuần. Phiên bản PS4 đã bán được tổng cộng 3.880 bản trong tuần đầu tiên được bán tại Nhật Bản và là trò chơi bán chạy thứ tám trong tuần. Danganronpa 1 ・ 2 Reload đã bán được tổng cộng 187.202 bản tại Nhật Bản (PS Vita: 177.149 bản / PS4: 10.053 bản).
Ở phương Tây, Danganronpa: Trigger Happy Havoc và Danganronpa 2 đã kết hợp bán được hơn 200.000 bản tại Hoa Kỳ và Châu Âu vào ngày 29 tháng 4 năm 2015, CEO Takuro Yamashita của NIS America cho biết là rất ấn tượng khi lúc đó họ chỉ phát hành độc quyền cho PS Vita. Bản phát hành Steam của trò chơi đã có tổng số 234.000 người chơi ước tính vào tháng 7 năm 2018.

### Đánh giá
Sau khi phát hành, Danganronpa: Trigger Happy Havoc đã nhận được đánh giá "tích cực" từ các tang đánh giá trò chơi điện tử ở cả Nhật Bản và Bắc Mỹ. Tại trang web tổng hợp đánh giá và ở Metacritic, trò chơi giữ điểm đánh giá trung bình là 82/100 cho bản PC và 80/100 cho bản PlayStation Vita.
Cả bản phát hành tiếng Nhật và tiếng Anh đều nhận được sự hoan nghênh của giới phê bình. Famitsu ban đầu đã chấm cho bản PSP số điểm là 36/40, dựa trên bốn điểm là 10, 9, 8 và 9. GamesRadar đã cho bản tiếng Anh trên PS Vita 4/5 sao, gọi câu chuyện trong game là "dệt nên một câu chuyện ma quỷ gây nghiện mà bạn sẽ muốn xem cho đến cùng." IGN đã cho trò chơi số điểm 8,5, khen ngợi phần viết và nhạc nền của nó và gọi nó là "một trò chơi buộc phải có cho những người sở hữu PS Vita". Hardcore Gamer đánh giá trò chơi 4/5 rằng "nó thú vị và có một khả năng kỳ lạ khiến người chơi phải ngẩn ngơ trước những sáng tỏ trong câu chuyện." Destructoid cho điểm 8,5 / 10, khen ngợi phong cách nghệ thuật và cốt truyện được tư duy tốt. GameSpot cho trò chơi điểm 8/10, khen ngợi cốt truyện và các nhân vật đa dạng, trong khi chỉ trích rằng chế độ School Life còn đơn sơ. MyM cho trò chơi tổng cộng 9/10 khi nói: "Điều làm cho Trigger Happy Havoc nổi bật so với hầu hết các trò chơi tiểu thuyết trực quan là cách nó kết hợp các thể loại khác vào câu chuyện của nó tốt như thế nào. Cubed3 cho điểm 9/10, mô tả Danganronpa là "một sự đãi ngộ tuyệt đối và là sự bổ sung rất cần thiết cho thể loại game tiểu thuyết ở phương Tây."
Danganronpa đã được tạp chí GameFan chọn là Game phiêu lưu hay nhất năm 2014 và Game của năm. Năm 2017, độc giả Famitsu đã bình chọn Danganronpa là game phiêu lưu hay thứ 4 mọi thời đại, chỉ sau Steins; Gate, 428: Shibuya Scramble và Phoenix Wright: Ace Attorney. Giám đốc sáng tạo của Dontnod Entertainment, Jean-Maxime Moris cũng đã chọn Danganronpa là trò chơi yêu thích của anh trong năm, đồng thời ca ngợi cách viết câu chuyện và cơ chế chơi của nó. Ông cũng cho rằng trò chơi này đã ảnh hưởng đến trò chơi phiêu lưu của riêng họ, Life Is Strange.
Việc phát hiện ra giới tính "thật" của một nhân vật đã nhận được sự đón nhận trái chiều từ một số nhà phê bình, chẳng hạn như Patrick Klepek, người đã gọi khám phá này là "một thiết bị âm mưu rẻ tiền không được xử lý với độ nhạy cao."

## Hậu bản
Sau khi hoàn thành phiên bản đầu tiên thì không có kế hoạch cho hậu bản. Tuy nhiên, nhóm đã chia ra thành nhiều nhóm khác để làm các dự án khác. Ban đầu, Kodaka bị thu hút bởi ý tưởng tạo nên tiểu thuyết Danganronpa Zero. Terasawa tiếp cận Kodaka với ý tưởng tạo nên hậu bản vài tháng sau. Kodaka viết kịch bản cho Zero và Goodbye Despair. Nhìn lại, Kodaka cho rằng tiểu thuyết cần nhiều cấu trúc hơn khi so sánh với trò chơi. Anh đã viết những yếu tố nghi ngờ từ phần đầu tiên cũng như nhiều gợi ý cho phần Goodbye Despair. Vì thế Kodaka đề nghị người chơi nên đọc Zero trước khi chơi phần hậu bản. Danganronpa 2: Goodbye Despair, phần hậu bản tiếp nối Danganronpa: Trigger Happy Havoc được công bố vào tháng 4, 2012. Trò chơi được làm bởi Spike Chunsoft (được biết với cái tên Spike trong lúc phát triển) cho hệ máy PSP và được ra mắt tại Nhật vào ngày 26 tháng 7, 2012. Danganronpa 1・2 Reload, phiên bản bao gồm cả 2 phần cho PS Vita được ra mắt cùng lúc với Goodbye Despair tại Nhật vào ngày 10 tháng 10, 2013, và trên toàn thế giới vào ngày 2 tháng 9, 2014. Phiên bản thử nghiệm thực tế ảo dựa theo trò chơi có tên Cyber Danganronpa VR: The Class Trial, được ra mắt vào năm 2016, trong khi đó phần thứ 3 trong sê-ri, Danganronpa V3: Killing Harmony, được ra mắt vào năm 2017.